# Villa San Chimento
Villa San Chimento si trova in località Scorgiano nel comune di Casole d'Elsa in provincia di Siena.

## Storia e descrizione
La villa, costruita alla fine del XVI secolo dalla famiglia Accarigi, è un imponente edificio a due piani caratterizzato sulla facciata principale da un bel portico centrale preceduto da una terrazza a cui si accede tramite un'ampia scalinata poligonale. 
L'edificio è corredato da un giardino all'italiana, ornato da aiuole circolari bordate da siepi di bosso e attraversato da sentieri dall'andamento sinuoso. All'interno della proprietà si trova un antico frantoio ancora in funzione.
La villa è visitabile tutto l'anno escluso la domenica.